# Sataliviti
Sataliviti, nome dato ad Antonio Catinella (1679 – Palermo, 11 maggio 1706), è stato un brigante italiano di origine mazarese, vissuto tra Sicilia, Spagna e Francia.
Fu giustiziato a Palermo l'11 maggio 1706 all'età di 28 anni non compiuti.

## Biografia
Fu uno dei più famosi briganti della Sicilia del tempo dei Viceré. Contro di lui mosse un vero esercito per eliminare il banditismo una volta per tutte.
Egli non volle ingaggiare guerriglia né scatenare nessuna lotta. Licenziò tutti i briganti al suo comando e fuggì prima a Roma, poi in Toscana. Qui fu catturato dalle spie del Granduca allertate dalla fama dell'ingente tesoro da Sataliviti accumulato nel corso delle sue imprese.

Sentendosi perduto confidò ad un compagno di cella l'ubicazione del tesoro.
Risulta da documenti che ebbe contro tutta la nobiltà di Sicilia, parte della Spagna, i capeddi ed i gabelloti siciliani. Del suo bottino infatti, gran parte andava ai poveri contadini di cui era il paladino di giustizia. Aborriva il sangue e cercò sempre di evitare delitti e vendette.

Ma i potenti del tempo non potevano tollerare che si devolvessero i proventi di rapimenti ed estorsioni a beneficio del popolo: il brigante doveva essere eliminato a qualunque costo. Così, Sataliviti fu giustiziato dopo un sommario processo.

## La leggenda
Si racconta che Sataliviti era solito sfuggire alle forze dell'ordine saltando spericolatamente dalle mura della città o da una riva all'altra del fiume.